# Vladimir Pasic
Vladimir Pasic (serbisch Владимир Пашић; * 25. Juni 1970; † 24. November 2004) war ein serbischer Fußballspieler.

## Karriere
Pasic begann seine Fußballkarriere im Jahr 1995 in Belgrad beim FK Rad. Zur Saison 1996/97 wechselte er zu Fortuna Düsseldorf in die Bundesliga, wo er am 18. August 1996 bei 0:3-Heimniederlage gegen den 1. FC Köln sein Bundesligadebüt feierte. Insgesamt kam er in dieser Saison neunmal in der Bundesliga und einmal im DFB-Pokal zum Einsatz. Über den FK Čukarički, FK Milicionar und FK Železničar Beograd wechselte er 2001 zu Honvéd Budapest, wo er seine Karriere ausklingen ließ.